# Via ferroviária Turquestão–Sibéria
A via ferroviária Turquestão–Sibéria (em russo:  Туркестано-Сибирская магистраль ou Турксиб) é uma linha de caminho de ferro ligando a Ásia Central à Sibéria. Antiga ligação interior da URSS, esta via atravessa hoje quatro estados: o Uzbequistão, o Quirguistão, o Cazaquistão e a Rússia.

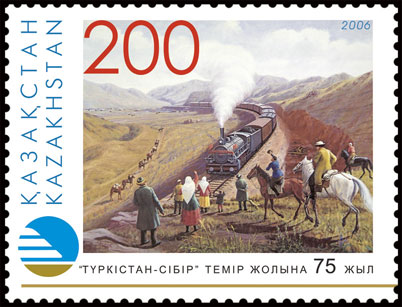
Selo postal de Cazaquistão, dedicado aos 75 anos de Turksib

Com um total de 2375 km, vários troços foram construídos antes da Primeira Guerra Mundial. A norte, uma linha ligava Semipalatinsk a Novossibirsk (650 km). Ao sul, o governo czarista tinha autorizado a construção de uma via ferroviária entre Tasquente e Alma Ata, mas só o troço Tasquente-Bisqueque ficou concluído. Foi a parte central, de um comprimento de 1442 km, que foi construída entre 1926 e 1931. O "Turksib" foi posto em serviço em 1931. Era uma das grandes obras do Primeiro plano quinquenal da União Soviética. O responsável pelos trabalhos era um antigo anarco-sindicalista americano de origem russo, Vladimir Sergueievitch Chatov, também chamado Big Bill, que tinha regressado a Rússia após a Revolução russa de 1917. Era vice-comissário dos caminhos de ferro.
O "Turksib" devia favorecer o desenvolvimento e a sovietização da Ásia Central. Permitia assim trocar o trigo da Sibéria contre o algodão do sul. Foi uma das primeiras realizações do regime comunista, construído em tempo recorde, entre dezembro de 1926 e janeiro de 1931, em condições extremas, através das estepes glaciais, desertos ardentes e montanhas com neve. Perto de cinquenta mil operários — dos quais muitos faleceram aí — participaram nesta obra, que foi exaltado na União soviética porque devia favorecer a unidade do pais e criar uma classe operaria na Ásia Central. Os trabalhos não se fizeram sem graves conflitos étnicos entre operários russos e cazaques. Em memoria dos construtores do "Turksib", uma rua da Moscovo foi batizada "boulevard dos Entusiastas" (é lenda errónea). A obra continua a ser um orgulho.
O "Tursib" liga as cidades de Tasquente e Novossibirsk e põe assim em relação o Transcaspiano e o Transiberiano. A via ferroviária parte de Tasquente, no Uzbequistão, onde ela separa-se do caminho de ferro Transcaspiano. Ela dirige-se depois para norte-leste e atravessa as cidades de Chimkent, Taraz, Bisqueque e atinge Almati. Dai, o "Turksib" dirige-se para norte e atravessa a fronteira Cazaquistão–Rússia, depois passa em Barnaoul e chega a Novossibirsk, onde se junta ao Transiberiano.
A construção dessa via ferroviária foi levada ao cinema através do filme de propaganda com o título Turksib, realizado em 1929 por Victor Tourine, e cenário de Victor Chklovski. Esse documentário mudo, sem a mínima música, em preto e branco, duração de 57 minutos, apresenta essa obra como um triunfo da União Soviética sobre os elementos naturais.